# Matt Redman
Matthew Redman (14 de febrero de 1974, Chorleywood, Hertfordshire, Inglaterra, Reino Unido), conocido simplemente como Matt Redman, es un líder de alabanza, compositor y cantante solista británico de música cristiana contemporánea ganador del Premio Grammy y miembro de Passion Conferences. Ha lanzado más de diez producciones discográficas, siendo 10,000 Reasons el último de sus álbumes.
Es un artista de Sixstepsrecords y miembro de CompassionArt, una organización benéfica fundada por Martin Smith (y la esposa de Smith, Anna) de la banda Delirious?.

## Biografía
Matt Redman está casado con Beth y tienen cinco hijos. Actualmente residen en Brighton, Inglaterra. Asistió a Passion City Church en Atlanta, Estados Unidos y colaboró con los movimientos Newfrontiers, Passion, Hillsong London y Soul Survivor.
Matt ha sido líder de alabanza y adoración desde que tenía veinte años. Empezó dirigiendo alabanzas en su iglesia en St Andrews, Chorleywood para luego colaborar en la Soul Survivor Church en Watford. Ha viajado por todo el mundo, recorriendo países como Sudáfrica, Japón, India, Australia, Alemania, Uganda, Croacia y República Checa. 
Compuso canciones bastante reconocidas en el ámbito cristiano como «The Heart of Worship», «Better is One Day», «Once Again» y las recientes «Blessed Be Your Name», «You Never Let Go» (interpretado en español como «No me soltarás» por el grupo Rojo), «You Alone Can Rescue», «How Great is Your Faithfulness» junto a Jonas Myrin y el éxito nominado al Grammy, «Our God» que coescribió junto a Myrin, Chris Tomlin y Jesse Reeves. Artistas como Matt Maher, Jeremy Camp, Chris Tomlin, David Crowder Band, Tree63, Hillsong United, Michael W. Smith y Rebecca St. James han interpretado canciones escritas por Redman.
10,000 Reasons es el último álbum que ha lanzado, grabado en vivo en LIFT: A Worship Leader Collective en Atlanta. El sencillo que da nombre al álbum se posicionó por trece semanas en el primer lugar del listado Christian Songs de Billboard. 
Matt también ha escrito varios libros centrados en el tema de la adoración.

## Discografía
Álbumes como solista
| 1993 | Wake Up My Soul                                       | —  | —  | —  | —  | —   | —   | —   | —  |
| 1995 | Passion for Your Name                                 | —  | —  | —  | —  | —   | —   | —   | —  |
| 1998 | The Friendship and the Fear                           | —  | —  | —  | —  | —   | —   | —   | —  |
| 1998 | Intimacy                                              | —  | —  | —  | —  | —   | —   | —   | —  |
| 2000 | The Father's Song                                     | —  | —  | —  | —  | —   | —   | —   | —  |
| 2002 | Where Angels Fear to Tread                            | 38 | —  | —  | —  | —   | —   | —   | —  |
| 2004 | Facedown                                              | 19 | —  | 39 | —  | —   | —   | —   | —  |
| 2005 | Blessed Be Your Name: The Songs of Matt Redman Vol. 1 | 41 | —  | —  | —  | —   | —   | —   | —  |
| 2006 | Beautiful News                                        | 8  | 8  | 4  | —  | 170 | —   | 154 | —  |
| 2009 | We Shall Not Be Shaken                                | 13 | 16 | —  | —  | 165 | —   | 136 | —  |
| 2010 | Ultimate Collection                                   | —  | —  | —  | —  | —   | —   | —   | —  |
| 2011 | 10,000 Reasons                                        | 1  | 1  | —  | 80 | —   | 65  | 60  | —  |
| 2012 | Sing Like Never Before - The Essential Collection     | 23 | 25 | —  | —  | —   | 277 | —   | —  |
| 2013 | Your Grace Finds Me                                   | 1  | *  | —  | —  | *   | *   | 28  | 68 |
| "—" denota que el lanzamiento no logró entrar en listas. "*" denota que se desconoce su posición en la lista. |                                                       |    |    |    |    |     |     |     |    |

Sencillos
| Año | Sencillo                          | Máxima posición en listas | Máxima posición en listas | Máxima posición en listas        | Máxima posición en listas    | Máxima posición en listas         | Máxima posición en listas      | Máxima posición en listas   | Máxima posición en listas       | Máxima posición en listas                | Álbum                      |
| Año | Sencillo                          | UK Singles Chart          | Billboard Christian Songs | Billboard Christian AC Indicator | Billboard Christian AC Songs | Billboard Christian Digital Songs | Billboard Christian Hot AC/CHR | Billboard Christian Soft AC | Billboard Top Heatseekers Songs | Billboard Bubbling Under Hot 100 Singles | Álbum                      |
| --- | --------------------------------- | ------------------------- | ------------------------- | -------------------------------- | ---------------------------- | --------------------------------- | ------------------------------ | --------------------------- | ------------------------------- | ---------------------------------------- | -------------------------- |
| 2002 | «Blessed Be Your Name»            | —                         | —                         | —                                | —                            | 15                                | —                              | —                           | —                               | —                                        | Where Angels Fear to Tread |
| 2006 | «You Never Let Go»                | —                         | 17                        | —                                | 18                           | 27                                | —                              | —                           | —                               | —                                        | Beautiful News             |
| 2006 | «Beautiful News»                  | —                         | —                         | —                                | 20                           | —                                 | —                              | —                           | —                               | —                                        | Beautiful News             |
| 2006 | «Shine»                           | —                         | —                         | —                                | 25                           | —                                 | —                              | —                           | —                               | —                                        | Beautiful News             |
| 2009 | «You Alone Can Rescue»            | —                         | —                         | —                                | —                            | —                                 | —                              | 18                          | —                               | —                                        | We Shall Not Be Shaken     |
| 2012 | «Twenty Seven Million» (con LZ7)  | 12                        | 45                        | —                                | —                            | —                                 | —                              | —                           | —                               | —                                        | Sencillo                   |
| 2012 | «10,000 Reasons (Bless the Lord)» | —                         | 1                         | 1                                | 1                            | 1                                 | 11                             | 1                           | 11                              | 3                                        | 10,000 Reasons             |
| 2012 | «Never Once»                      | —                         | —                         | —                                | —                            | —                                 | —                              | 16                          | —                               | —                                        | 10,000 Reasons             |
| 2013 | «Your Grace Finds Me»             | —                         | 11                        | *                                | *                            | *                                 | *                              | *                           | —                               | *                                        | Your Grace Finds Me        |
| "—" denota que el lanzamiento no logró entrar en listas. "*" denota que se desconoce su posición en la lista. |                                   |                           |                           |                                  |                              |                                   |                                |                             |                                 |                                          |                            |

## Premios y nominaciones
| Año  | Premio                       | Categoría                                                     | Trabajo nominado                                       | Resultado  |
| ---- | ---------------------------- | ------------------------------------------------------------- | ------------------------------------------------------ | ---------- |
| 2013 | Premios Grammy               | Mejor interpretación de música cristiana góspel/contemporánea | «10,000 Reasons (Bless The Lord)»                      | Ganador    |
| 2013 | Premios Grammy               | Mejor canción de música cristiana contemporánea               | «10,000 Reasons (Bless The Lord)»                      | Ganador    |
| 2013 | Premios Grammy               | Mejor canción de música cristiana contemporánea               | «White Flag»                                           | Nominado*  |
| 2014 | Premios Grammy               | Mejor álbum de música cristiana contemporánea                 | Your Grace Finds Me                                    | Nominado   |
| 2004 | GMA Dove Awards              | Álbum de evento especial del año                              | Passion: Sacred Revolution                             | Nominado*  |
| 2005 | GMA Dove Awards              | Canción del año                                               | «Blessed Be Your Name»                                 | Nominado*  |
| 2005 | GMA Dove Awards              | Canción de adoración del año                                  | «Blessed Be Your Name»                                 | Ganador*   |
| 2005 | GMA Dove Awards              | Álbum de evento especial del año                              | Passion Hymns Ancient & Modern Live Songs of Our Faith | Nominado** |
| 2006 | GMA Dove Awards              | Canción de adoración del año                                  | «Blessed Be Your Name»                                 | Nominado   |
| 2006 | GMA Dove Awards              | Álbum de alabanza y adoración del año                         | Blessed Be Your Name: The Songs of Matt Redman Vol. 1  | Ganador    |
| 2006 | GMA Dove Awards              | Álbum de evento especial del año                              | Passion: How Great is Our God                          | Nominado** |
| 2007 | GMA Dove Awards              | Álbum musical para niños del año                              | Veggie Tales Worship Songs                             | Ganador**  |
| 2007 | GMA Dove Awards              | Álbum de evento especial del año                              | Passion: Everything Glorious                           | Ganador**  |
| 2009 | GMA Dove Awards              | Álbum de evento especial del año                              | Passion: God of This City                              | Ganador**  |
| 2011 | GMA Dove Awards              | Canción del año                                               | «Our God»                                              | Nominado*  |
| 2011 | GMA Dove Awards              | Canción de adoración del año                                  | «Our God»                                              | Ganador*   |
| 2011 | GMA Dove Awards              | Álbum de alabanza y adoración del año                         | Passion: Awakening                                     | Nominado** |
| 2011 | GMA Dove Awards              | Álbum de evento especial del año                              | Passion: Awakening                                     | Ganador**  |
| 2012 | GMA Dove Awards              | Álbum de alabanza y adoración del año                         | 10,000 Reasons                                         | Nominado   |
| 2012 | GMA Dove Awards              | Álbum de evento especial del año                              | Passion: Here for You                                  | Nominado** |
| 2013 | GMA Dove Awards              | Canción del año                                               | «10,000 Reasons (Bless the Lord)»                      | Ganador    |
| 2013 | GMA Dove Awards              | Compositor del año                                            | Matt Redman                                            | Ganador    |
| 2013 | GMA Dove Awards              | Interpretación cristiana contemporánea del año                | «10,000 Reasons (Bless the Lord)»                      | Ganador    |
| 2013 | GMA Dove Awards              | Canción pop/contemporánea del año                             | «10,000 Reasons (Bless the Lord)»                      | Ganador    |
| 2013 | GMA Dove Awards              | Canción de alabanza y adoración del año                       | «10,000 Reasons (Bless the Lord)»                      | Ganador    |
| 2013 | GMA Dove Awards              | Álbum de evento especial del año                              | Passion: Let The Future Begin                          | Ganador**  |
| 2013 | GMA Dove Awards              | Álbum de evento especial del año                              | Passion: White Flag                                    | Nominado** |
| 2013 | GMA Dove Awards              | Álbum de alabanza y adoración del año                         | Passion: Let The Future Begin                          | Nominado** |
| 2013 | GMA Dove Awards              | Álbum de alabanza y adoración del año                         | Passion: White Flag                                    | Nominado** |
| 2014 | GMA Dove Awards              | Álbum de evento especial del año                              | Passion: Take It All                                   | Nominado** |
| 2014 | GMA Dove Awards              | Álbum de alabanza y adoración del año                         | Passion: Take It All                                   | Nominado** |
| 2015 | GMA Dove Awards              | Álbum de adoración del año                                    | Passion: Even So Come                                  | Nominado** |
| 2016 | GMA Dove Awards              | Compositor del año                                            | Matt Redman                                            | Nominado   |
| 2016 | GMA Dove Awards              | Canción inspiracional del año                                 | «Let It Be Jesus»                                      | Nominado*  |
| 2016 | GMA Dove Awards              | Álbum de evento especial del año                              | Passion: Salvation's Tide Is Rising                    | Nominado*  |
| 2013 | Billboard Music Awards       | Mejor canción cristiana                                       | «10,000 Reasons (Bless the Lord)»                      | Ganador    |
| 2013 | Billboard Music Awards       | Mejor artista cristiano                                       | Matt Redman                                            | Nominado   |
| 2013 | K-LOVE Fan Awards            | Canción del año                                               | «10,000 Reasons»                                       | Nominado   |
| 2014 | K-LOVE Fan Awards            | Canción de adoración del año                                  | «Your Grace Finds Me»                                  | Nominado   |
| 2009 | ASCAP Christian Music Awards | Compositor cristiano del año                                  | Matt Redman                                            | Ganador    |
| 2013 | ASCAP Christian Music Awards | Canción cristiana del año                                     | «10,000 Reasons (Bless The Lord)»                      | Ganador    |
| 2013 | ASCAP Christian Music Awards | Una de las canciones más reproducidas                         | «10,000 Reasons (Bless the Lord)»                      | Ganador    |
| 2013 | ASCAP Christian Music Awards | Una de las canciones más reproducidas                         | «White Flag»                                           | Ganador*   |
| 2008 | BMI Christian Music Awards   | Una de las canciones más sonadas de la radio                  | «How Can I Keep from Singing?»                         | Ganador*   |
| 2013 | BMI Christian Music Awards   | Una de las canciones más sonadas de la radio                  | «10,000 Reasons (Bless The Lord)»                      | Ganador    |
| 2014 | BMI Christian Music Awards   | Una de las canciones más sonadas de la radio                  | «White Flag»                                           | Ganador**  |
| 2015 | BMI Christian Music Awards   | Una de las canciones más sonadas de la radio                  | «Your Grace Finds Me»                                  | Ganador    |
| 2012 | Premios Arpa                 | Compositor del año                                            | «Mi Dios»                                              | Nominado*  |
| 2012 | Premios AMCL                 | Videoclip inglés del año                                      | 10,000 Reasons                                         | Nominado   |
| 2012 | Premios AMCL                 | Canción góspel/contemporánea del año                          | «10,000 Reasons»                                       | Nominado   |

* Como compositor, junto a otros artistas.

** Junto a otros artistas.